# Fundamental (música)
En música, dentro del sistema tonal, se llama nota fundamental (del italiano basse fondamentale) o simplemente fundamental a la principal nota de un acorde, a partir de la cual se construyen las siguientes notas del acorde. La nota fundamental coincide con la nota más grave del acorde sólo si el acorde está en su posición básica o estado fundamental, es decir que no está invertido.
Convencionalmente la fundamental es la nota que da nombre al acorde. Por ejemplo, el acorde mayor construido por superposición de terceras a partir de la nota Do como fundamental recibe el nombre de acorde de Do Mayor. A partir de Rameau, el análisis de la música tonal suele considerar a la fundamental como la característica principal que define los acordes y puede obtenerse mucha información de la progresión de fundamentales, incluso cuando no se conocen las inversiones en las que se encuentran. Las características de los acordes básicos de una determinada tonalidad dependen del grado que ocupa la fundamental de cada uno de ellos dentro de ésta.
La fundamental da el nombre al acorde; por ejemplo, la fundamental del acorde de mi bemol mayor es la nota mi♭. No se debe confundir la fundamental con la tónica. Por ejemplo, si consideramos el acorde de fa mayor dentro la tonalidad de do mayor, la nota fa es la fundamental del acorde; sin embargo tónica de la tonalidad es do.